# Lactitol
Lactitol là một loại rượu đường được sử dụng như một chất làm ngọt thay thế số lượng lớn cho thực phẩm có hàm lượng calo thấp với khoảng 40% độ ngọt của đường. Nó cũng được sử dụng y tế như một thuốc nhuận tràng. Lactitol được sản xuất bởi hai nhà sản xuất Danisco và Purac Biochem.

## Các ứng dụng
Lactitol được sử dụng trong nhiều loại thực phẩm năng lượng thấp hoặc thực phẩm ít chất béo. Độ ổn định cao làm cho nó phổ biến để nướng bánh. Nó được sử dụng trong kẹo không đường, bánh quy (bánh quy), socola và kem lạnh. Lactitol cũng thúc đẩy sức khỏe đại tràng như một prebiotic. Do khả năng hấp thụ kém, nên chỉ có 2,4 kilocalories (9 kilojoules) mỗi gram, so với 4 kilocalories (17 kJ) mỗi gram đối với các sacarit thông thường. Do đó, lactitol có khoảng 60% là calo như các sacarit điển hình.
Lactitol được liệt kê như một tá dược trong một số loại thuốc theo toa, chẳng hạn như Adderall.
Lactitol là thuốc nhuận tràng và được sử dụng để ngăn ngừa hoặc điều trị táo bón, ví dụ, dưới tên thương mại là Nhập khẩu.
Lactitol kết hợp với Ispaghula trấu là một sự kết hợp được phê duyệt cho chứng táo bón vô căn như một loại thuốc nhuận tràng và được sử dụng để ngăn ngừa hoặc điều trị táo bón.

## An toan va khỏe mạnh
Lactitol, erythritol, sorbitol, xylitol, mannitol, và maltitol đều là rượu đường. Cơ quan Quản lý Thực phẩm và Dược phẩm Hoa Kỳ (FDA) phân loại rượu đường là " thường được công nhận là an toàn " (GRAS). Chúng được phê duyệt là phụ gia thực phẩm, và được công nhận là không góp phần gây sâu răng hoặc gây tăng đường huyết. Lactitol cũng được phê duyệt để sử dụng trong thực phẩm ở hầu hết các quốc gia trên thế giới.
Giống như các loại rượu đường khác, lactitol gây ra chuột rút, đầy hơi và tiêu chảy ở một số người tiêu thụ nó. Điều này là do con người thiếu một loại beta-galactosidase thích hợp trong đường tiêu hóa trên (GI) và phần lớn lượng sữa được đưa vào ruột già, sau đó nó có thể lên men thành vi khuẩn đường ruột (prebiotic) và có thể kéo nước vào ruột do thẩm thấu. Những người có điều kiện sức khỏe nên tham khảo ý kiến bác sĩ gia đình hoặc chuyên gia dinh dưỡng trước khi tiêu thụ.